# Bernard Reichel

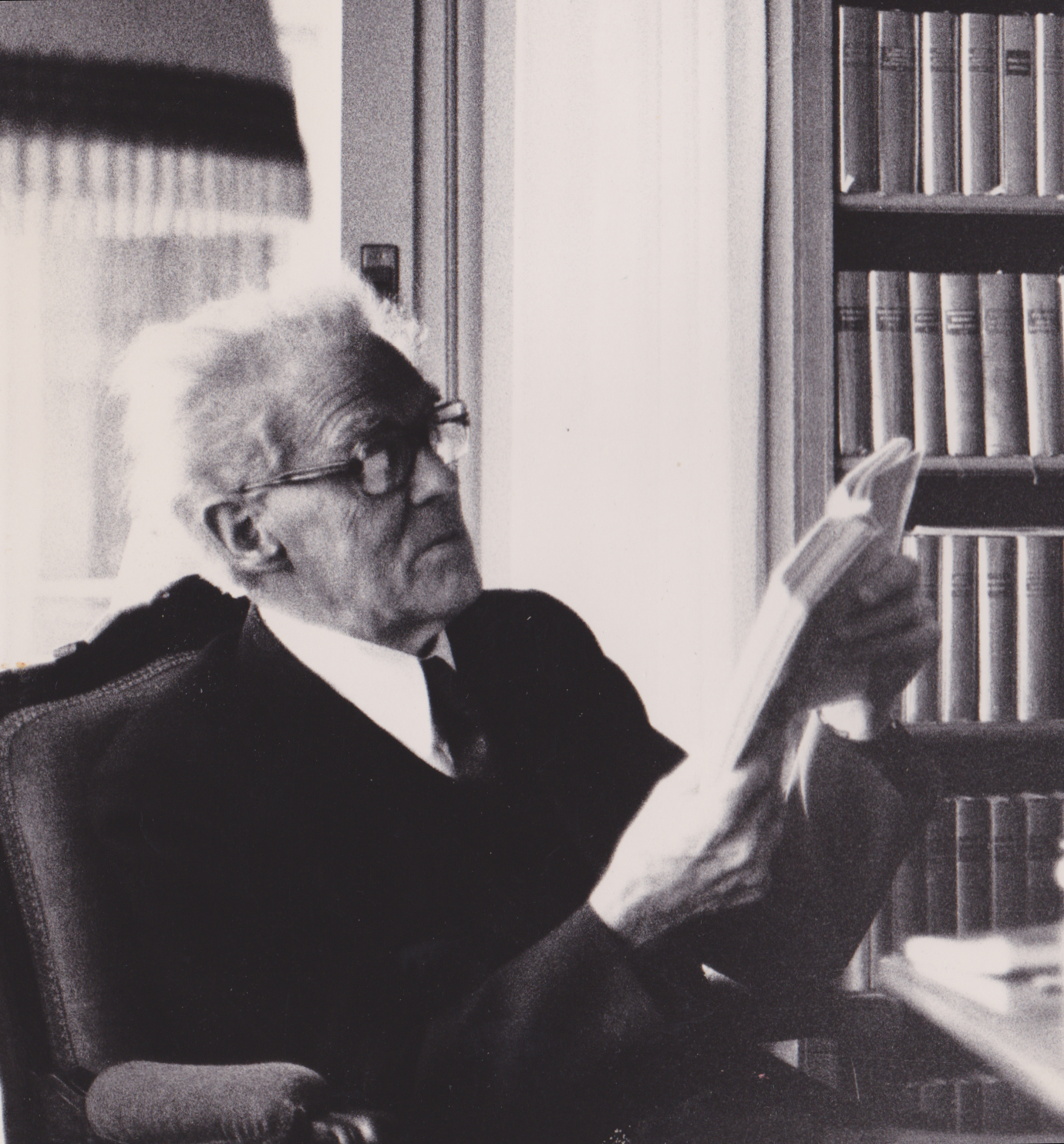
Bernard Reichel im Jahre 1981

Bernard Reichel (* 3. August 1901 in Montmirail; † 10. Dezember 1992 in Lutry) war ein Schweizer Komponist und Musiker.

## Leben
Der Sohn eines Pfarrers der Herrnhuter Gemeinde in Lausanne studierte in Basel Komposition bei Hermann Suter und Orgel bei Adolf Hamm, später bei Émile Jaques-Dalcroze und William Montillet in Genf sowie bei Ernst Levy in Paris. 1925 kehrte er nach Genf zurück, wo er 1944 bis 1971 als Organist und 1952 bis 1972 als Musiklehrer am Jaques-Dalcroze-Institut wirkte. Dort schloss er auch Freundschaft mit Frank Martin.
Nebst einer grossen Zahl an kirchlichen Vokal- und Orgelwerken hinterliess er auch Kammer-, Orchester- und Bühnenmusik.
Seit 1988 gibt es für den Erhalt und die Förderung seines Werks die Association Bernard Reichel in Genf.